# 嗅神經
嗅神经是第一對腦神經，编号Ⅰ。
嗅神经由特殊内脏感觉纤维组成，由上鼻甲以上和鼻中隔以上部粘膜内的嗅细胞中枢突聚集而成，包括20多条嗅丝。
嗅神經的主要功能是將氣味的感覺傳遞給大腦半球的嗅球。嗅神经穿过筛孔进入颅前窝，连于嗅球传导嗅觉。
神經接受器位於鼻腔的上鼻甲及鼻中膈間的黏膜上，所以任何會造成這條嗅覺路徑上的機械性障礙、化學物質破壞、病毒感染、腫瘤的壓迫或先天的因素皆有可能造成嗅覺低下 ，甚至嗅覺全喪失。

## 外部連結
- 解剖學(Anatomy)-腦神經(cranial nerve)-CN I(嗅神經)（页面存档备份，存于）